# برگه ۳۹۳تی
برگه ۳۹۳تی (به انگلیسی: Breguet 393T) یک هواگرد ساختِ کارخانهٔ برگه اویاسیون در کشور فرانسه است . نخستین استفاده‌کنندهٔ این هواپیما ایر فرانس بوده‌است. این هواگرد برای نخستین بار در ۱۹۳۱ میلادی مورد استفاده قرار گرفت.